# تپه زوره
تپه زوره مربوط به دوره اشکانیان - دوره ساسانیان است و در شهرستان چرداول، بخش شیروان، دهستان عرب رودبار، ۵۰۰ متری شمال شرق روستای داربلوط واقع شده و این اثر در تاریخ ۲۷ آبان ۱۳۸۶ با شمارهٔ ثبت ۲۰۲۲۰ به‌عنوان یکی از آثار ملی ایران به ثبت رسیده است.